# Drapeau rouge
Pour les articles homonymes, voir Drapeau rouge (homonymie).

Le drapeau rouge est un symbole du mouvement ouvrier, utilisé par des mouvements révolutionnaires, au cours de luttes sociales, et par des organisations syndicales, socialistes, et communistes.

## Origines
L'utilisation du pavillon dans la marine de l'Ancien Régime est connue : hissé avant un combat il signifie qu'il ne sera pas fait de prisonnier lors de la bataille. La couleur est un élément symbolique fort, partagé dans tout l'Occident, il rappelle celle du sang et fait savoir jusqu'où on est prêt à aller. C'est également ce symbole qui est convoqué au XVIIIe siècle, lorsque le pavillon rouge est hissé avant l'exécution d'une « peine afflictive » sur le navire, en punition d'un fait grave il s'agissait souvent de fouetter jusqu'au sang le matelot. Très tôt les prolétaires se sont donc emparé de ce symbole.
En effet, au XVIIIe siècle le prolétariat émergent qui s'est constitué est une classe très volatile, beaucoup de paysans dépossédés de leur terre par le mouvement des enclosures migrent en ville et trouvent à s'embaucher dans la Marine qui a besoin d'énormément de monde pour faire tourner le commerce colonial, ces engagements sont souvent éphémères pour quelques années. Par ailleurs les villes où se concentre le prolétariat sont le plus souvent des ports par lesquels transite une population de marins importantes, ainsi même les travailleurs qui n'ont pas l'expérience de la marine sont en contact avec ses codes et les connaissent.
Ce n'est donc pas surprenant que dès le XVIIIe siècle le pavillon rouge soit utilisé dans des mouvements revendicatifs ouvriers. La première utilisation attestée de ce qui devient alors le « drapeau rouge » date de 1768 et de la grève des ouvriers du port de Londres. Ce mouvement insurrectionnel et prolétarien avait été déclenché par les déchargeurs de charbons, ils avaient bloqué la circulation sur la Tamise en affalant les voiles, et avaient montré leur détermination en hissant le pavillon rouge. Par la suite on note également sa présence en 1797, lors du plus grand mouvement de mutinerie dans la Navy les matelots mutins hissent le pavillon rouge pour signifier leur prise de contrôle des navires, il est amené lorsque les négociations aboutissent.

## Drapeau des révolutions
Bien qu'il soit nettement plus ancien que le socialisme, il est devenu, surtout depuis la Commune de Paris de 1871, le symbole de la révolution socialiste. Évoquant le sang des ouvriers en lutte, il s'opposait alors au drapeau bleu-blanc-rouge qui représentait la répression bourgeoise.

### Révolution de 1789
Lors de la Révolution française, la loi du 21 octobre 1789 prévoit son déploiement par la troupe ou la garde nationale pour signaler une intervention imminente, afin de calmer les émeutes. Lors des émeutes, les mairies, qui avaient sommé les manifestants de se disperser et hissé le drapeau rouge, pouvaient ouvrir le feu sur les manifestants. Son déploiement lors de la fusillade du Champ-de-Mars, le 17 juillet 1791, marque un tournant dans l’histoire du drapeau rouge. À partir de 1790 s'opère un renversement de fonction qui voit diverses foules l'utiliser, par dérision ou provocation, pour appeler à la répression des actions contre-révolutionnaires. Les futurs socialistes réutiliseront ce symbole de répression[réf. nécessaire].
Il est peut-être employé par les Cordeliers le 10 août 1792.

### Insurrection de 1832
C'est le 5 juin 1832, lors des obsèques du général Lamarque qui furent prétexte à l’insurrection républicaine de 1832, que le drapeau rouge refit son apparition. On vit de nombreux drapeaux rouges au cours de l'insurrection, l'un d'eux brandi par le polytechnicien  Marulaz. Après le discours de La Fayette sur une estrade dressée près du pont d’Austerlitz, était apparu un homme monté sur un cheval noir et portant un drapeau rouge avec cette devise : « Liberté ou la mort ! » Un grand tumulte s'éleva, quelques-uns applaudissant tandis que d'autres protestaient. — « Pas de drapeau rouge ! s'écria le général Exelmans ; nous ne voulons que le drapeau tricolore ! » L'homme au drapeau rouge s'éloigna et ne reparut plus.

### Révolution de 1848
Il devient le drapeau des socialistes pendant la révolution de 1848, au cours de laquelle il est proposé comme emblème officiel de la République. Mais le drapeau tricolore finit par l'emporter. Lors de la révolution de 1848, peu après que le gouvernement se fut engagé à garantir du travail à tous les citoyens et à assurer l'existence de l'ouvrier par le travail, un grand tumulte éclata sur la place de l'Hôtel de Ville. Des bandes débouchèrent en tirant des coups de fusil et en criant : « le drapeau rouge ! le drapeau rouge ! ». Mais lorsque la foule eut pénétré, bannière rouge en tête, dans l'Hôtel, Lamartine se fraya un passage jusqu'au grand escalier, du haut duquel il parvint, à grands efforts, à se faire entendre de la foule. Il entreprit de calmer la multitude en faisant appel aux sentiments de concorde et d'humanité qu'elle avait montrés dans sa victoire de la veille ; il conjura le peuple de ne pas imposer à son gouvernement un étendard de guerre civile, de ne pas lui commander de changer le drapeau de la nation et le nom de la France :
« Je vous ai parlé en citoyen tout à l'heure, eh bien ! maintenant écoutez en moi votre ministre des Affaires étrangères. Si vous m'enlevez le drapeau tricolore, sachez-le bien, vous m'enlèverez la moitié de la force extérieure de la France ! car l'Europe ne connaît que le drapeau de ses défaites et de nos victoires dans le drapeau de la République et de l'Empire. En voyant le drapeau rouge elle ne croira voir que le drapeau d'un parti ! C'est le drapeau de la France, c'est le drapeau de nos armées victorieuses, c'est le drapeau de nos triomphes qu'il faut relever devant l'Europe. La France et le drapeau tricolore c'est une même pensée, un même prestige, une même terreur, au besoin, pour nos ennemis !
Songez combien de sang il vous faudrait pour faire la renommée d'un autre drapeau !
Citoyens, pour ma part, le drapeau rouge, je ne l'adopterai jamais, et je vais vous dire pourquoi je m'y oppose de toute la force de mon patriotisme. C'est que le drapeau tricolore a fait le tour du monde avec la République et l'Empire, avec vos libertés et vos gloires, et que le drapeau rouge n'a fait que le tour du Champ-de-Mars, traîné dans le sang du peuple. »

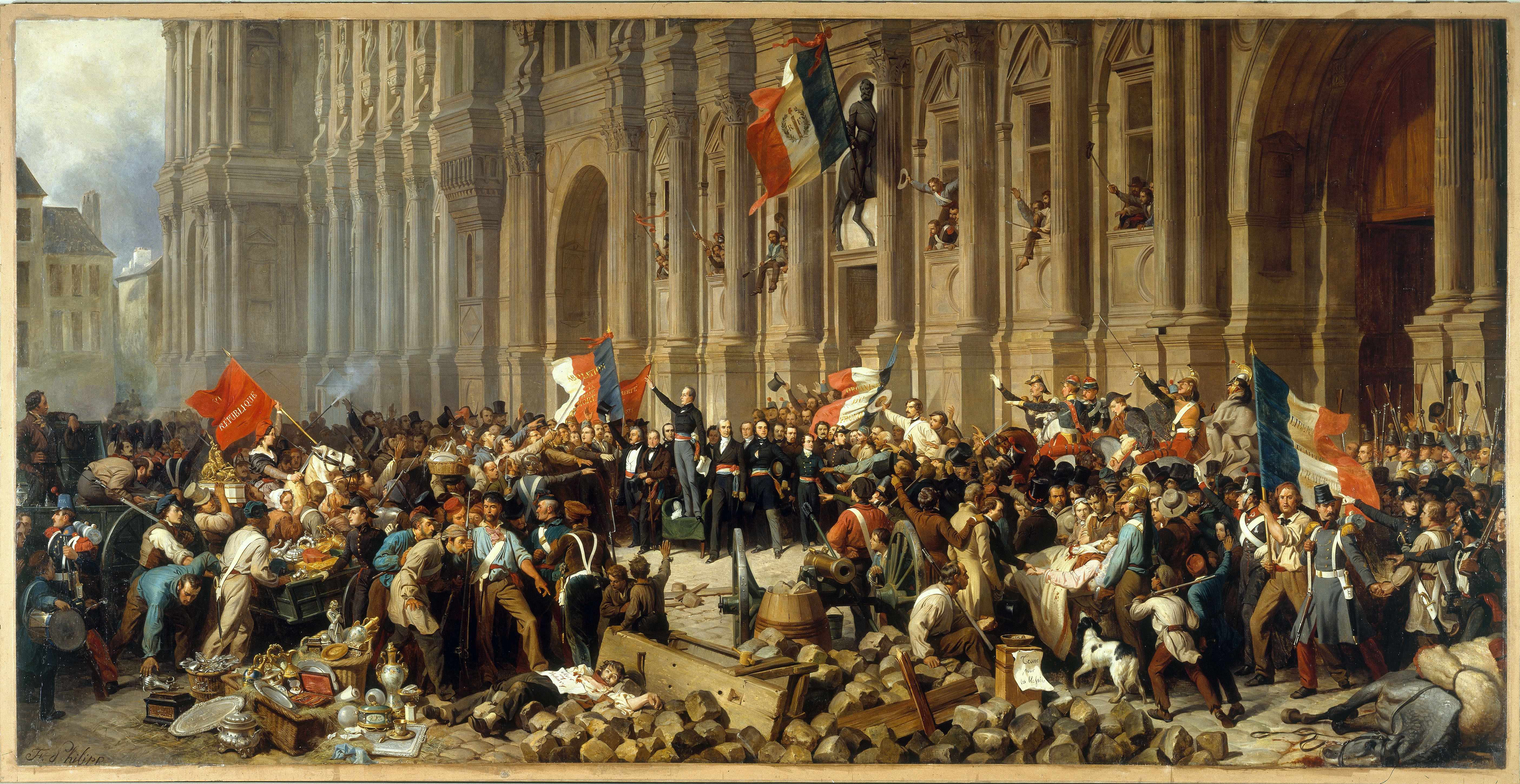
Lamartine devant l’Hôtel de Ville de Paris le 25 février 1848 refuse le drapeau rouge. Huile sur toile de H. F. E. Philippoteaux.

Conquise, la foule éclata en acclamations et abaissa son drapeau rouge. La même initiative avait également été tentée dans divers points de Paris. Ainsi, Garnier-Pagès s'était aussi résolument adressé au peuple, et d'autres citoyens encore, mais l'Histoire n'a retenu que l'épisode le plus saisissant et le nom le plus illustre de Lamartine. Le Gouvernement avait proclamé immédiatement qu'il conservait pour insignes le coq gaulois et le drapeau tricolore. Pourtant, la tentative d'imposer le drapeau rouge n'avait pas été une inspiration spontanée de la foule et, le lendemain, elle fut renouvelée de façon plus systématique par ceux qui l'avaient suggérée la veille et pour qui le drapeau rouge n'était nullement un insigne de terrorisme et de vengeance. Cet étendard à l’unique couleur ardente et était, pour eux, l’emblème de l’unité d’une société nouvelle, qui rompait avec 1789 comme avec l’Ancien Régime. Pour ceux-là, le drapeau rouge n'était pas le drapeau du sang, mais celui de l'utopie. Cette fois, l’Hôtel de Ville à nouveau envahi, Louis Blanc, qui n'avait pas été présent la veille, pressa ses collègues de céder à ce qu'il considérait comme la volonté du peuple. — Eh ! quoi ! s'écria Carnot : « Vous qui avez écrit l'Histoire de la Révolution, vous voulez la déchirer ! — Effacez donc, s'écriait un autre, le chant de la Marseillaise ! » Ledru-Rollin défendit, avec plus de chaleur qu'aucun de ses collègues, « le drapeau de la Convention, le drapeau qui a guidé les citoyens aux premières batailles de la République contre les rois coalisés ! » C'est ainsi que le décret de la veille proclamant le drapeau tricolore fut maintenu.

### Commune de 1871
Le 18 mars 1871, des émeutes éclatent à Paris sur la Butte Montmartre. C’est le début de la Commune. Les Communards décident la promulgation du drapeau rouge comme drapeau officiel.
Le drapeau rouge est depuis lors fréquemment présent au cours de manifestations. Il est, selon l'historien Maurice Dommanget, un symbole « de l'internationalisme ouvrier ».
Le drapeau rouge et noir est utilisé par certains anarchistes.
Le drapeau rouge, utilisé par la Commune en 1871, a également inspiré les premiers Révolutionnaires Russes, et a définitivement été adopté comme emblème de l'Union des républiques socialistes soviétiques, serti de l'étoile, de la faucille et du marteau, de la république populaire de Chine avec des étoiles d'or dans le coin supérieur près de la hampe, et par le Vietnam, avec une étoile d'or en son centre.